# Aplonis mystacea
Aplonis mystacea là một loài chim trong họ Sturnidae.